# Canal Bruges-Oostende
El Canal Bruges-Oostende (en neerlandès Oostendse Vaart o Kanaal Brugge-Oostende) és un canal de Bèlgica d'una llargada de 24,611 km. Connecta el port interior de Bruges amb el port d'Oostende. És navegable per a embarcacions fins a 2000 tones (Classe IV).

## Geografia
A Bruges el canal s'enllaça amb els canals Gent-Brugge, Boudewijnkanaal i Damse Vaart, a Plassendale amb el canal Plassendale-Nieuwpoort. A Oostende es connecta amb el mar via la resclosa Doksluis, els molls del port interior i la Demeysluis. Una presa, el Sas Slijkens, talla el canal del port exterior tot i estabilitzar el nivell d'aigua en suprimir la influència de la marea. Té tres afluents: el Blankenbergse Vaart a Sint-Andries, el Jabbeekse Beek a Jabbeke i el Noordede a Oostende.

## Història
La història del canal és força vinculat amb l'evolució de les connexions marítimes del port de Bruges. Només quan Bruges va perdre el seu enllaç directe via el Zwin, es farà sentir la necessitat d'una alternativa.

### De l'edat mitjana fins a 1604

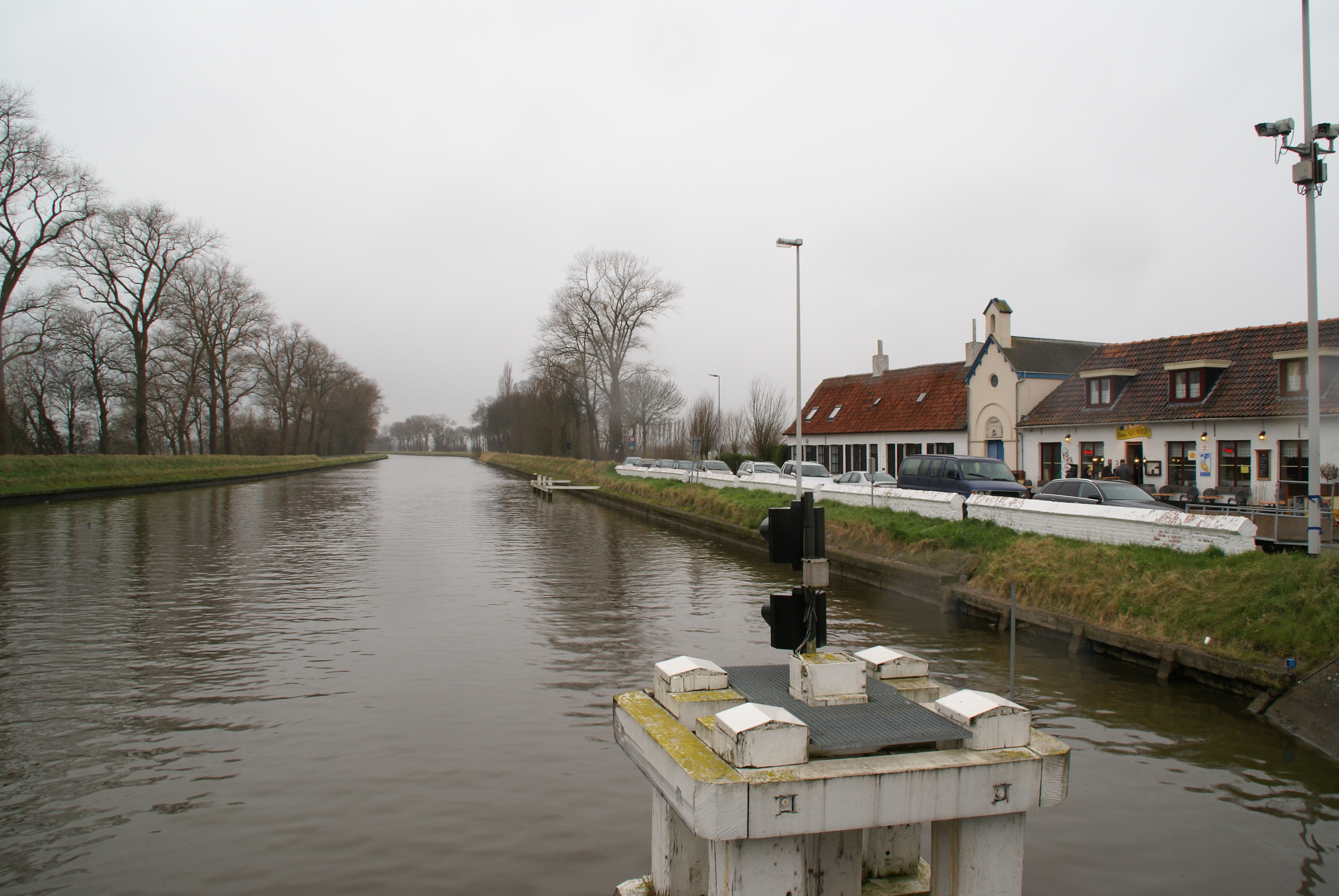
El canal a Nieuwege (Varsenare), cap a Oostende

A l'edat mitjana existia una via navegable poc pregona, formada per un riu semi-artificial, l'Ieperleet i una cala més o menys paral·lela a la línia de la costa que connectaven Bruges amb Nieuwpoort i Ieper.
El Ieperleet, mig riu, mig cala i mig canal bifurcava a Plassendale: el braç esquerra desembocava al mar del Nord a l'est d'Oostende, el braç dret a l'estuari del Reie, el Zwin entre Damme i el mar. Aquesta via pertanyia a la ciutat d'Ieper que en cobrava els peatges fins a l'any 1488.
El seu curs va canviar força sovint, d'un costat per efectes naturals: les entrades i regressions del mar i les marees tempestuoses, i d'altre costat per intervencions humanes: la construcció de dics, de recs, l'assecament dels pòlders o per a la negligència o la destrucció d'aquestes mateixes obres quan noves fronteres van traçar-se a través dels dics i dels recs durant les guerres de religió entre la república de les Set Províncies Unides contra Castella o Àustria i les guerres d'expansió de França.
L'exèrcit dels Estats de l'stadhouder Maurici de Nassau va conduir una campanya contra l'exèrcit castellà el 1604 per a apoderar-se Oostende. No va reeixir, però en ocupar Sluis, va tancar el Zwin i Bruges va perdre el seu accés al mar ja força ensorrat. A la mateixa època, Gant i Anvers també van perdre el seu accés a l'Escalda després de l'annexió de l'últim tram del canal Sassevaart i la ciutat Sas van Gent i del bloqueig de la desembocadura del riu. Aquesta situació de fet va esdevenir definitiva a la pau de Westfàlia el 1648.

### De 1604 ençà

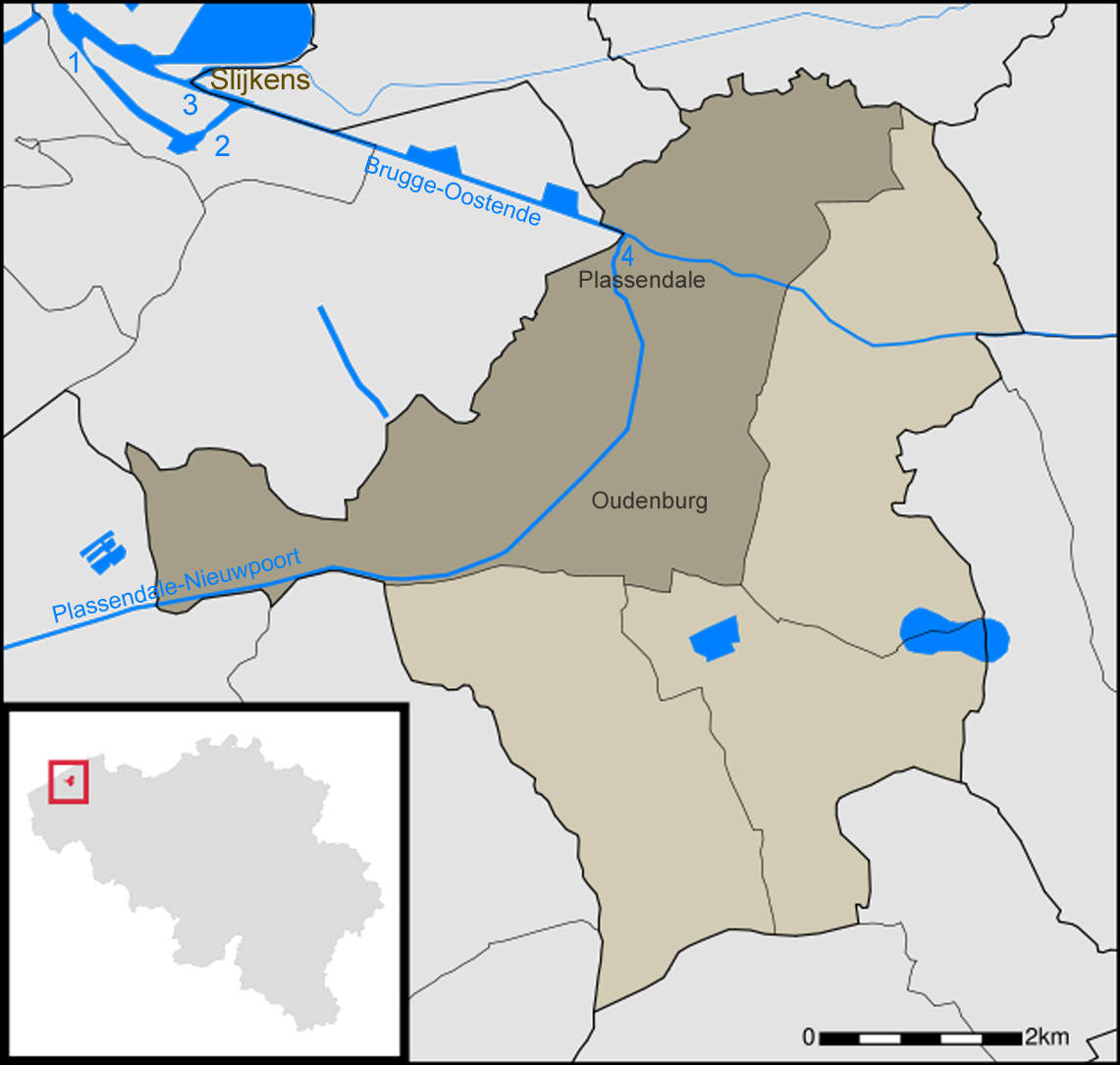
Mapa del canal prop d'Oostende
1. Resclosa Demeysluis
2. Resclosa Doksluis
3. Presa Sas-Slijkens
4. Resclosa de Plassendale

L'apregonament del canal Gant-Bruges del 1613 creà problemes de desguassament amb el seu enllaç amb el Ieperleet. Era indispensable d'apregonar també aquesta via. El governador, Albert VII d'Àustria va encarregar l'«arquitecte i enginyer arqueducal» Venceslau Cobergher amb aquest projecte. El 1618, els Estats del comtat de Flandes van decidir de canalitzar l'Ieperleet. Encara no hi havia una connexió marítima amb Oostende. D'antuvi la via navegable Bruges-Plassendale-Duinkerke (pels canals Plassendale-Nieuwpoort i Nieuwpoort-Duinkerke) era més important. Es preferia aquest canal terra endins, més segura, que la navegació costanera, molt més arriscada per a les petites embarcacions. Des d'aleshores el nivell al canal va esdevenir superior al del Blankenbergse Vaart i va caldre un molí per a desguassar els pòlders de Meetkerke.
El 1623 la primera resclosa va construir-se a Plassendale i va excavar-se l'últim tram entre Passendale i Oostende, encara molt tributari dels moviments de la marea i poc practicable. Quan França va annexar Duinkerke i Flandes francès el 1658, ja no hi havia cap altra alternativa per als Països Baixos espanyols que desenvolupar el port i fortificar la ciutat d'Oostende, que formava un enllaç més curt que el retorn per Nieuwpoort. El 1669 l'obra per a una resclosa més prop del mar, el Sas Slijkens va començar. Aquesta resclosa, mal concebuda, va destrossar-se el 1752 i va durar fins al 1760 abans de reconstruir-la.
El canal Bruges-Oostende tenia una doble funció: la de via navegable i la de desguàs per als pòlders i per al canal Gant-Brugesel que creà un conflicte estructural entre els navegants i la direcció dels pòlders, com que el corrent massa fort en desguassar, dificultava la vida dels barquers.
De 1795 a 1830 (durant l'ocupació francesa i el Regne Unit dels Països Baixos) el canal va perdre el seu paper estratègic pel trànsit i ensorrar-se per manca de manteniment, com que l'Escalda tornava a ésser obert.
Després, l'Estat belga va reparar el canal per a embarcacions fins a 300 tones. Als anys seixanta del segle passat, va eixamplar-lo per a fer-ne un canal de classe V (fins a 2000 tones).

## Rescloses

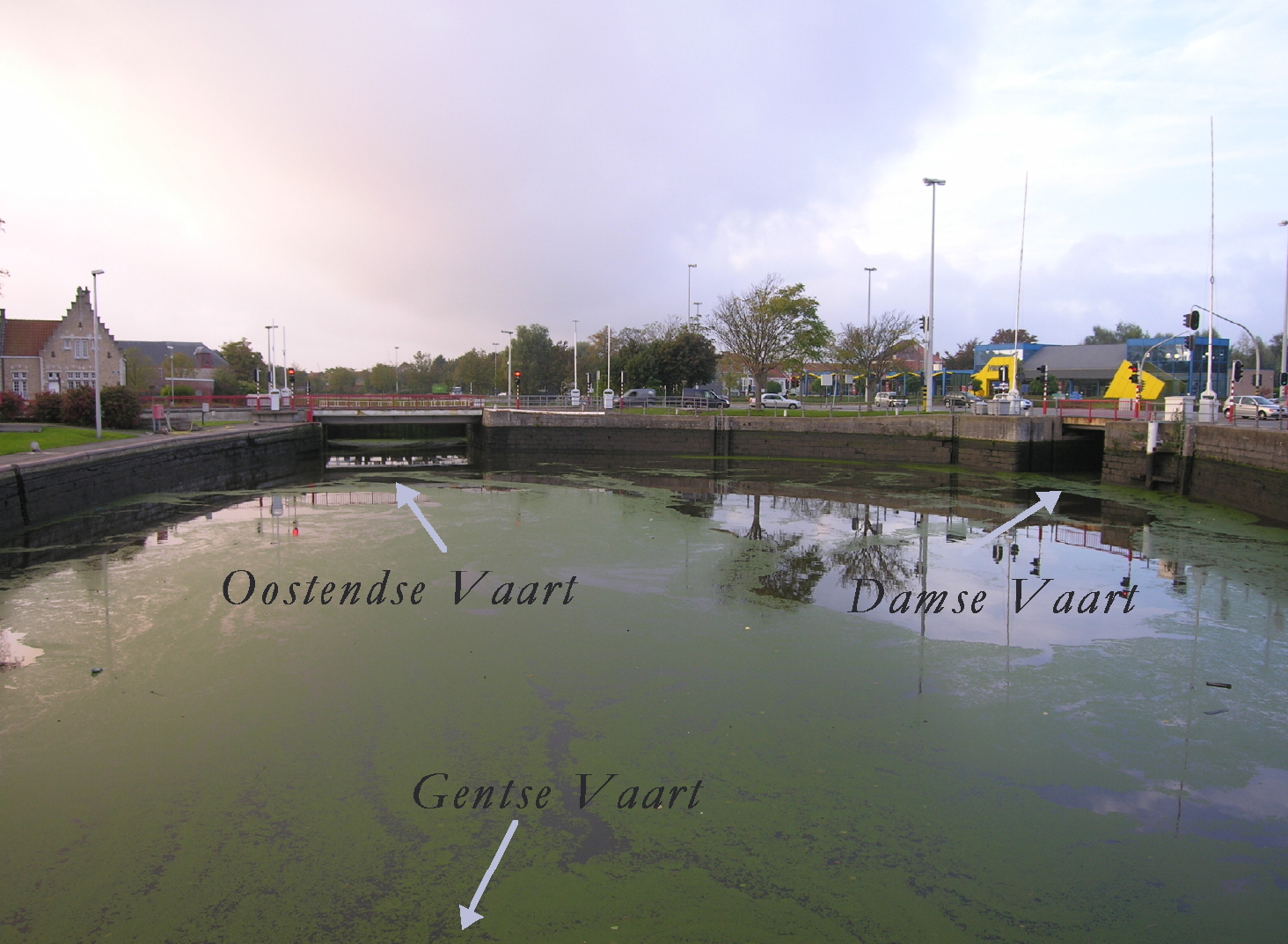
La resclosa i l'Spuikom de la Dampoort a Bruges

| Localitat                                                         | llargada | amplada | profunditat | alçària llibre | Bruges Dampoortsluis | 90,80 m | 11,75 m | 2,30m | 99,99 |
| Oostende Presa Sas Slijkens connecta el canal amb el port marítim |          |         |             |                |                      |         |         |       |       |
| Rescloses del port interior d'Oostende                            |          |         |             |                |                      |         |         |       |       |
| Oostende Doksluis connecta el canal amb el port interior          | 282,50 m | 18,00 m | —           | —              |                      |         |         |       |       |
| Oostende Demeysluis connecta el port interior amb el port marítim | 120,00 m | 18,00 m | —           | —              |                      |         |         |       |       |